# Bathypurpurata
Bathypurpurata is een geslacht van inktvissen uit de familie van Megaleledonidae.

## Soorten
- Bathypurpurata profunda Vecchione, Allcock & Piatkowski, 2005